# L'Arc de Titus
L'Arc de Titus (The Arch of Titus) est un tableau du Newark Museum, réalisé à Rome entre 1868 et 1871 par le portraitiste américain George Peter Alexander Healy.
Réalisé en peinture à l'huile sur toile de 188 × 124,5 cm, il représente le poète Longfellow et sa fille Edith passant sous la voûte de l'arc de Titus, avec le Colisée en arrière-plan et, à droite, un groupe d'artistes incluant un autoportrait.

## Histoire
En 1867, le portraitiste Healy quitte Chicago avant de s'installer à Rome, où il vit et travaille pendant plusieurs années. Au cours de l'hiver 1868-1869, il y reçoit la visite de son compatriote et ami Henry Wadsworth Longfellow, dont il avait déjà réalisé plusieurs portraits au cours des trois décennies précédentes.
L'Arc de Titus, achevé en 1871, est le résultat d'un travail étalé sur plus de deux ans car la partie représentant Longfellow et sa fille a été réalisée d'après une photographie prise dans l'atelier de l'artiste entre la fin de l'année 1868 et le début de l'année suivante. Vers 1869, le trio d'artistes visible au premier plan à droite avait déjà fait l'objet d'un tableau (Springfield, Illinois State Museum) avec un cadrage centré sur ce groupe mais comprenant un quatrième homme, identifié au sculpteur Launt Thompson. Une autre toile, appartenant à la collection de Graham Devoe Williford, est presque identique au tableau achevé en 1871, à l'exception des personnages. L'angle choisi est très similaire à celui d'une aquarelle réalisée une vingtaine d'années auparavant par le paysagiste britannique Thomas Hartley Cromek, mais il se base peut-être plus sûrement sur l'une des nombreuses photographies du monument diffusées dès le milieu du XIXe siècle.

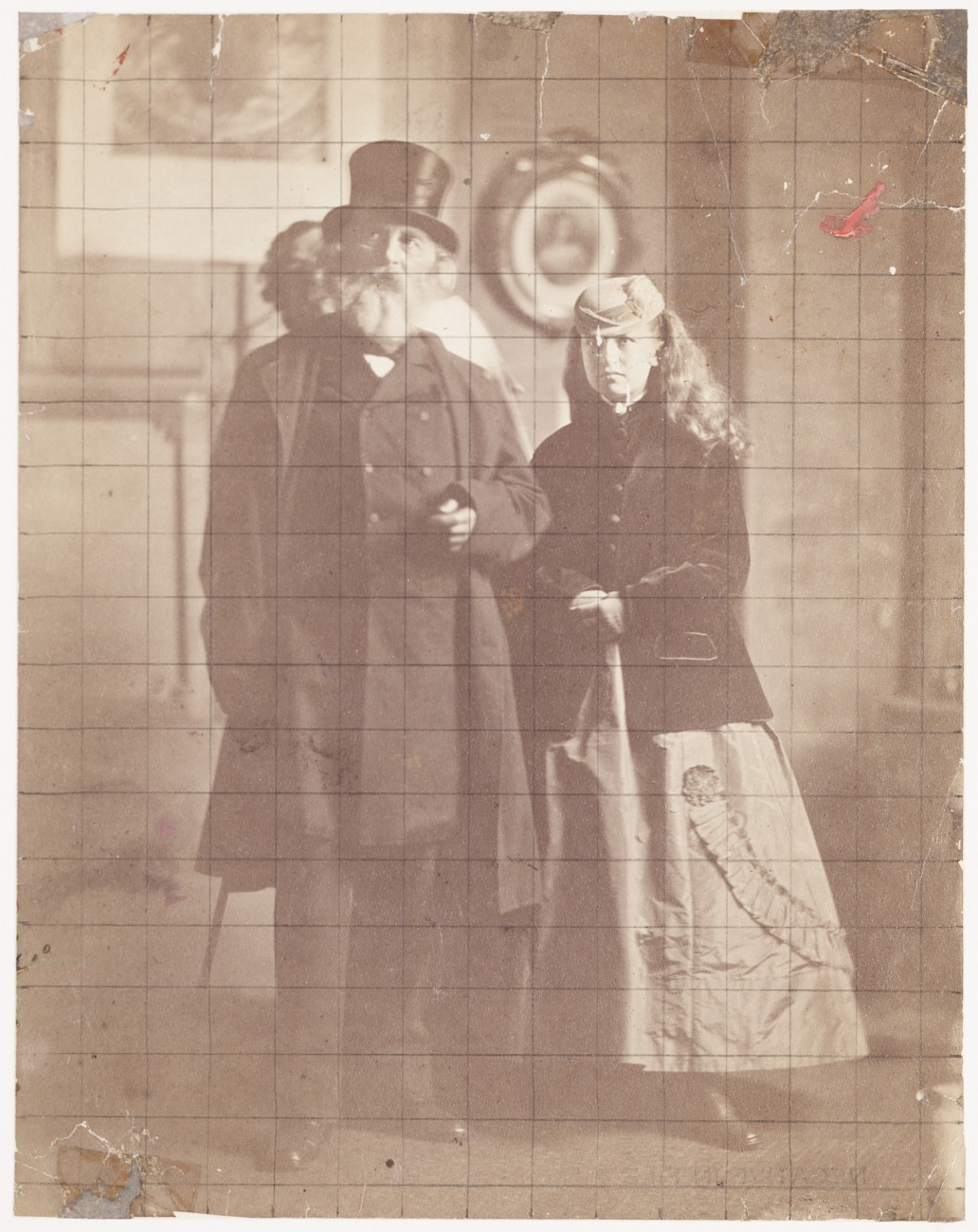
Photographie mise au carreau de Longfellow et de sa fille dans l'atelier romain de Healy (vers 1868-1869).
Thomas Hartley Cromek, L'Arc de Titus et le Colisée, Rome, 1846 (Cleveland Museum of Art).
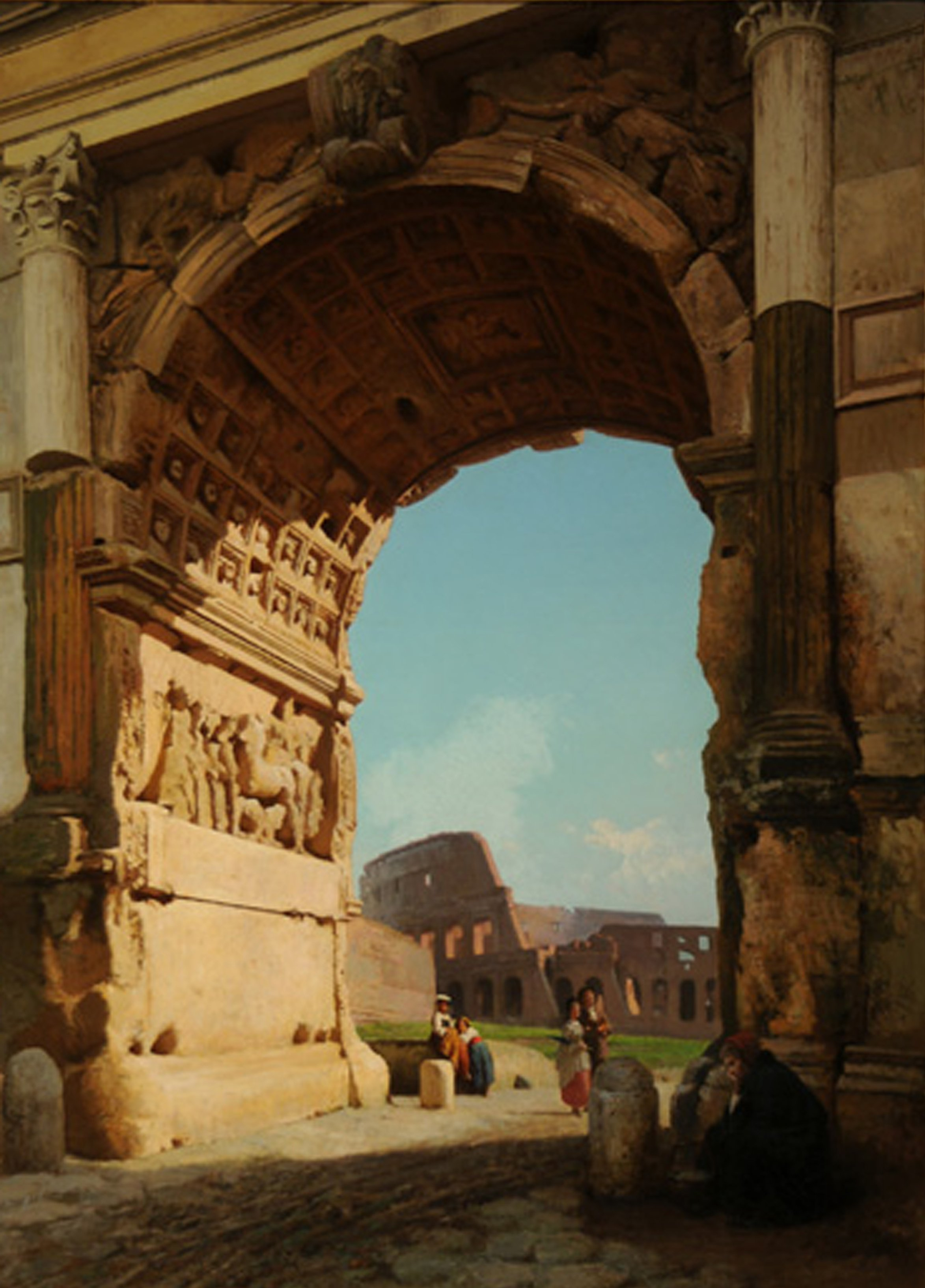
G. P. A. Healy (?), L'Arc de Titus, vers 1868-1871 (collection Williford).
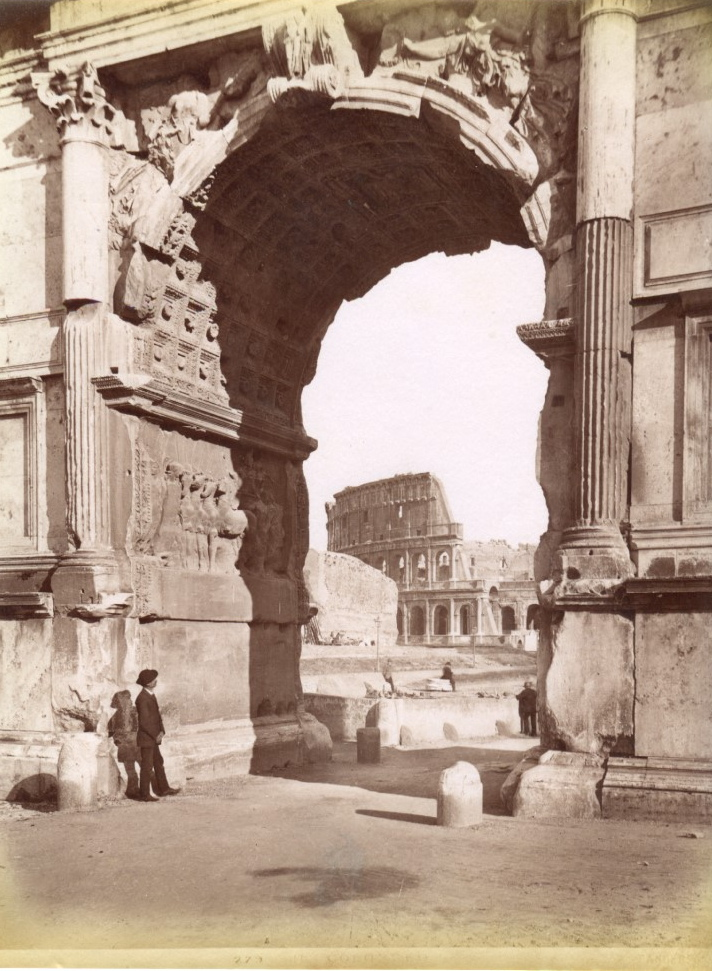
Photographie par James Anderson, s.d.

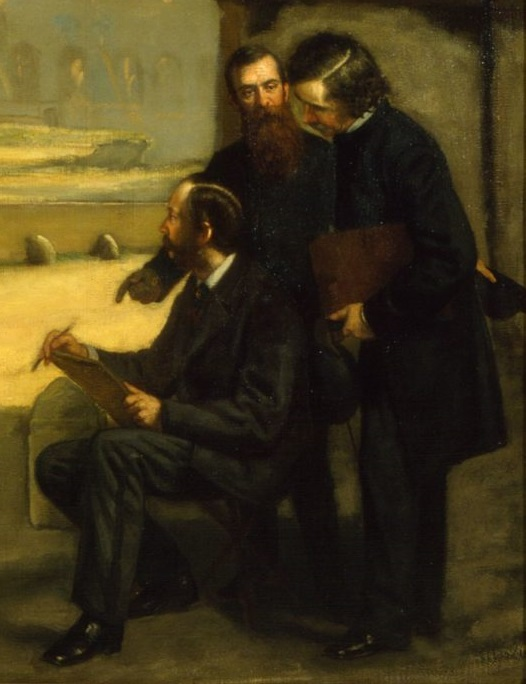
Détail avec l'autoportrait de Healy (à droite) et les portraits de ses deux collaborateurs, Church (assis) et McEntee (au centre).

Si le tableau a bien été signé et daté par Healy sur la frise de l'arc, dans le coin supérieur gauche (« G. P. A. Healy. 1871 »), deux autres artistes américains, tous deux spécialistes du paysage, semblent y avoir apporté leur collaboration : Jervis McEntee pour la représentation de l'arc de triomphe ainsi que Frederic Church pour l'arrière-plan et le ciel (mais l'inverse a aussi été écrit). En 1868, Church avait déjà travaillé avec Healy en peignant l'arc-en-ciel des Peacemakers. Les trois peintres forment un groupe compact sur la droite du tableau : Church est assis, en train d'observer les ruines et d'en tracer un croquis, tandis que McEntee désigne le travail de son confrère à Healy, qui se penche pour le regarder. Sur la foi de la biographie publiée près d'un siècle plus tard par la petite-fille de Healy, le personnage assis a pu être pris pour Sanford Robinson Gifford, mais il s'agit bel et bien de Church.

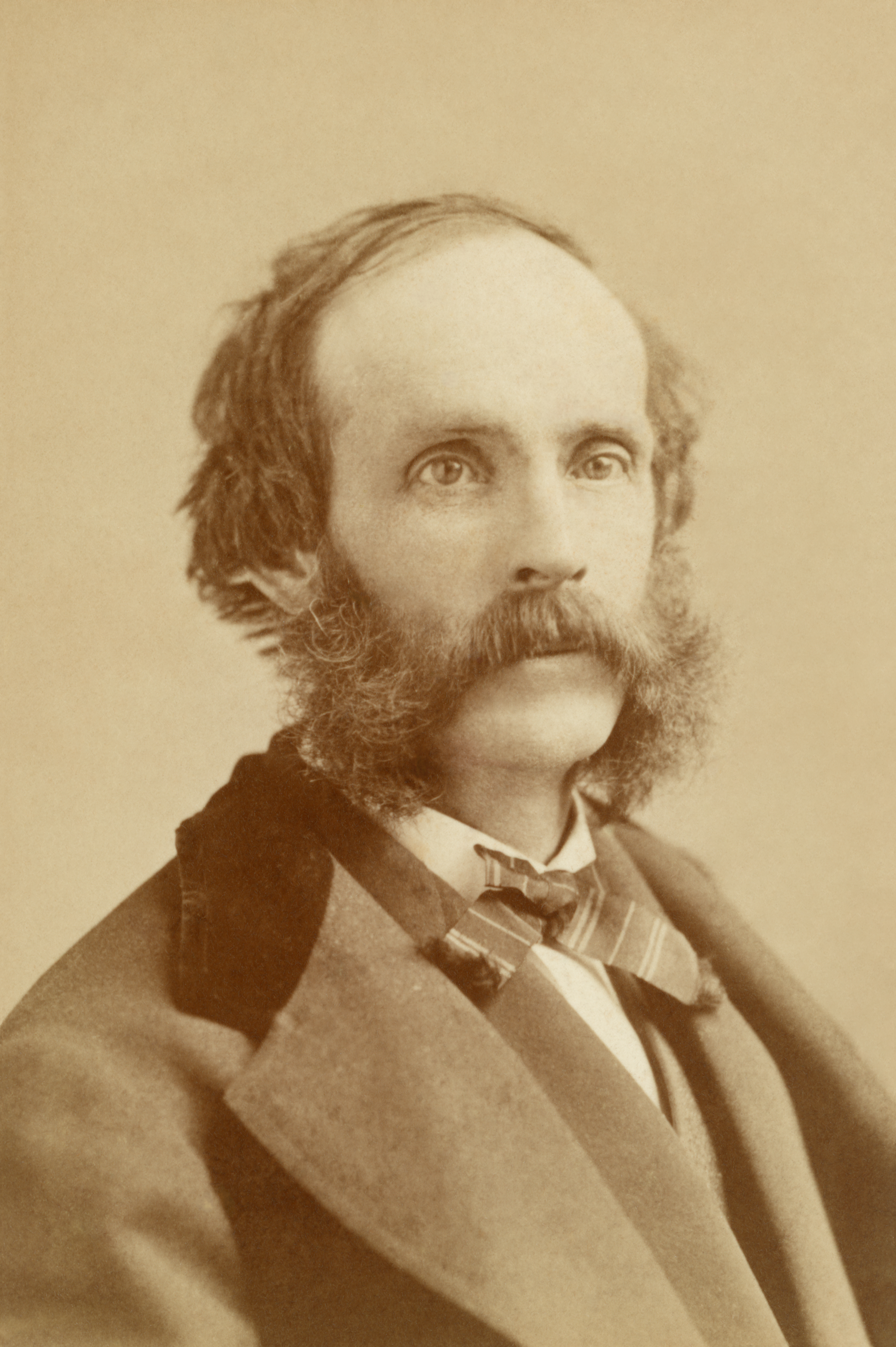
Frederic Edwin Church.
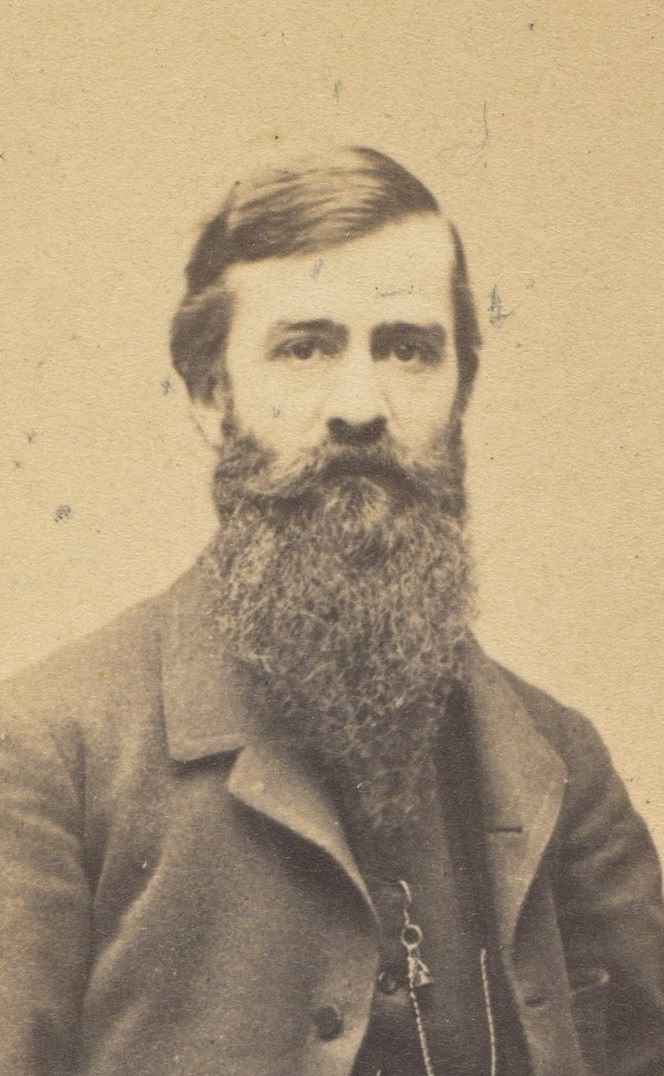
Jervis McEntee.
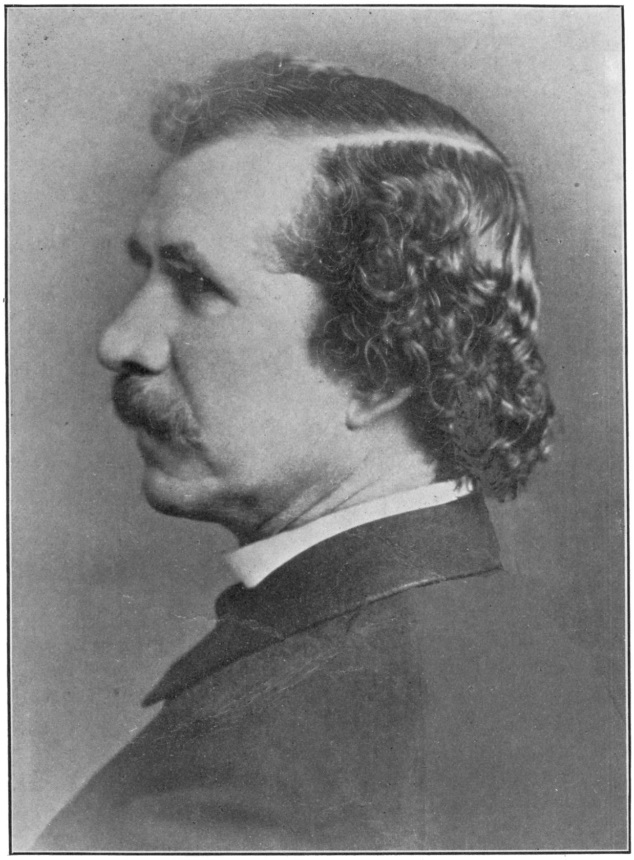
George Peter Alexander Healy.

Comme l'en atteste une photographie ancienne, Healy avait également peint un autre personnage sous l'arc, derrière le poète et sa fille, avant de choisir de le recouvrir.

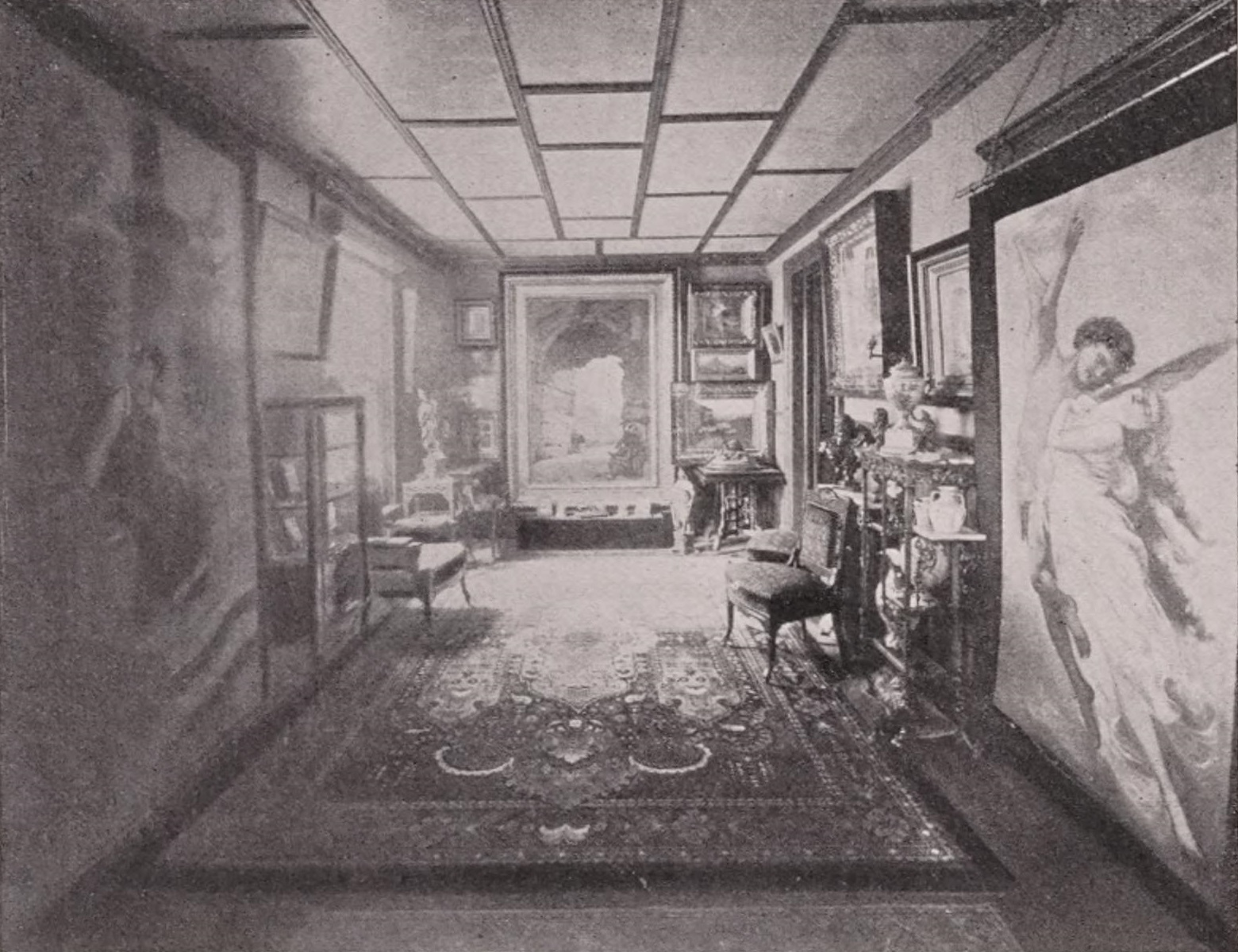
Le tableau au centre de la reception room de Deerhurst en 1899.

En 1874, le tableau est acheté par le collectionneur new-yorkais Marshall Owen Roberts. En 1897, la veuve de ce dernier charge la maison Ortgies & Co. de vendre aux enchères sa collection de tableaux. Acquis à cette occasion pour 125 $ par le docteur Jonathan Ackerman Coles, L'Arc de Titus est mis à l'honneur dans la propriété de ce collectionneur, Deerhurst, à Scotch Plains (New Jersey), dont il orne la salle de réception. Légué au musée de Newark, le tableau rejoint finalement les collections de cette institution à la mort de Coles, survenue en 1926.
Le musée de Newark a prêté L'Arc de Titus au musée d'art du Bowdoin College, où Longfellow a étudié.